# Operação Anton
A Operação Anton (em alemão:  Fall Anton, lit. "Caso Anton") foi a ocupação militar da França de Vichy realizada pela Alemanha Nazista e Itália Fascista em novembro de 1942. Ela marcou o fim da França de Vichy como um estado nominalmente independente e a dissolução de seu exército (o severamente limitado Exército do Armistício), mas continuou sua existência como um governo fantoche na França ocupada. Uma das últimas ações das forças armadas de Vichy antes de sua dissolução foi o afundamento da frota francesa em Toulon para evitar que ela caísse nas mãos do Eixo.

## Antecedentes
Um plano alemão para ocupar a França de Vichy havia sido elaborado em dezembro de 1940 sob o codinome de Operação Átila e logo passou a ser considerado junto com a Operação Camélia, o plano de ocupação da Córsega. A Operação Anton atualizou a Operação Átila original, incluindo diferentes unidades alemãs e adicionando envolvimento italiano.
Para Adolf Hitler, a principal razão para permitir a existência de uma França nominalmente independente era que ela era, na ausência de superioridade naval alemã, o único meio prático de negar o uso das colônias francesas aos aliados. No entanto, os desembarques aliados no norte da África francesa em 8 de novembro de 1942 fizeram com que essa lógica desaparecesse, especialmente porque rapidamente se tornou aparente que o governo de Vichy não possuía vontade política nem meios práticos para impedir que as autoridades coloniais francesas se submetessem à ocupação aliada. Além disso, Hitler sabia que não podia arriscar um flanco exposto no Mediterrâneo francês. Após uma conversa final com o primeiro-ministro francês Pierre Laval, Hitler deu ordens para que a Córsega fosse ocupada em 11 de novembro e a França de Vichy no dia seguinte.

## Operação

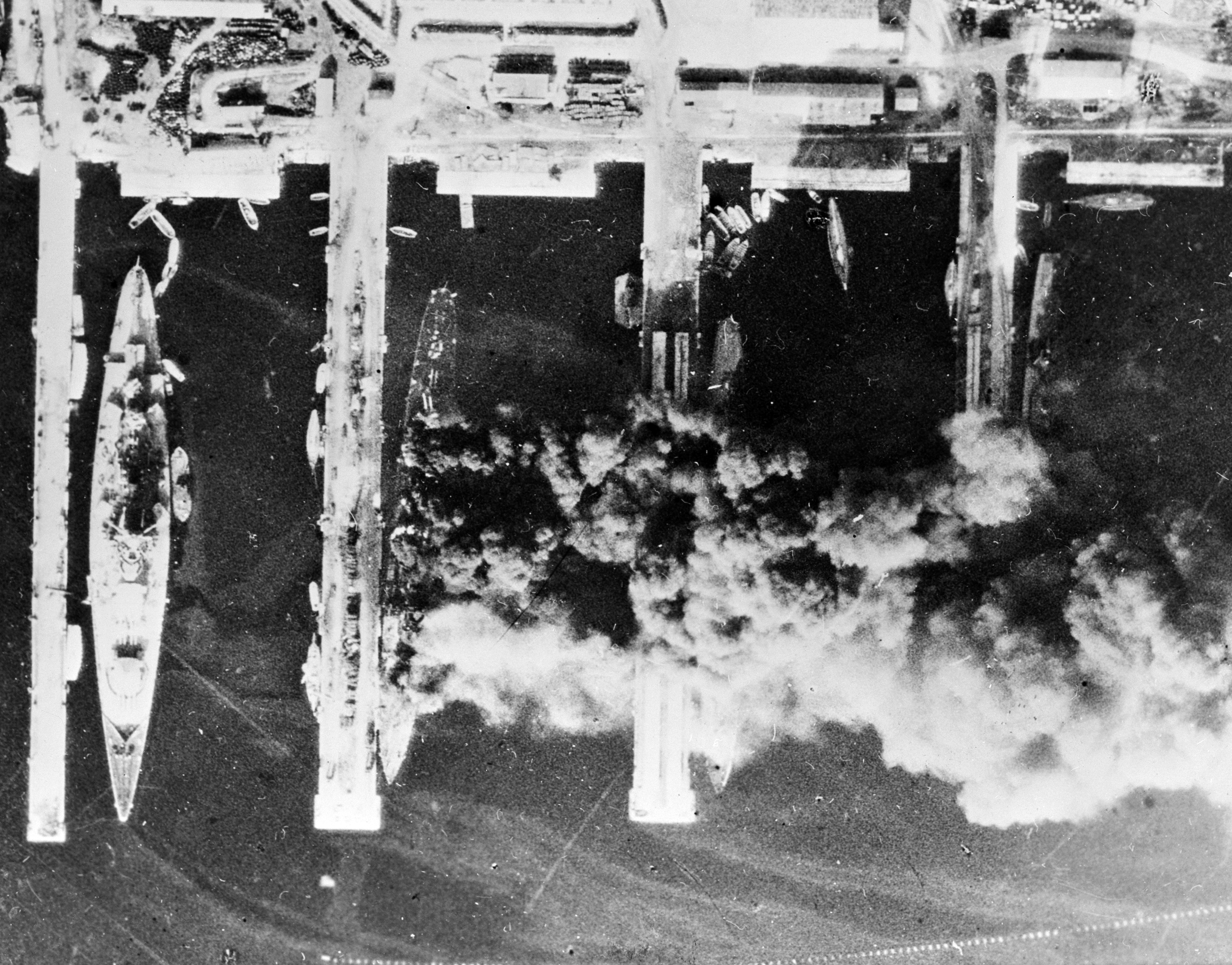
O afundamento da frota francesa, da esquerda para a direita:,, e

Na noite de 10 de novembro de 1942, as forças do Eixo completaram seus preparativos para a Operação Anton. O 1º Exército avançou da costa atlântica, paralelamente à fronteira espanhola, enquanto o 7º Exército avançou do centro da França em direção a Vichy e Toulon, sob o comando do General Johannes Blaskowitz. O 4º Exército italiano, sob o General Mario Vercellino, ocupou a Riviera Francesa e uma divisão italiana desembarcou na Córsega. Na noite de 11 de novembro, os tanques alemães chegaram à costa do Mediterrâneo.
Os alemães planejaram a Operação Lila para capturar intacta a frota francesa desmobilizada em Toulon. Os comandantes navais franceses conseguiram atrasar os alemães por meio de negociações e subterfúgios pelo tempo suficiente para afundar seus navios em 27 de novembro, antes que os alemães pudessem agarrá-los, impedindo que três couraçados, sete cruzadores, 28 contratorpedeiros e 20 submarinos caíssem nas mãos das potências do Eixo. Apesar da decepção do Estado-Maior de Guerra Naval alemão, Hitler considerou que a eliminação da frota francesa selou o sucesso da Operação Anton, já que a destruição da frota a negou a Charles de Gaulle e à Marinha Francesa Livre.

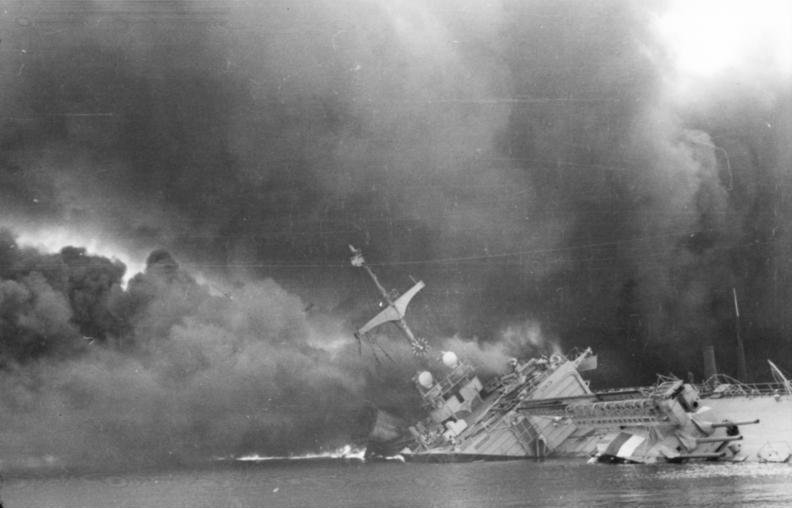
Navio francês emborcado e fumegando, provavelmente o Marseille.

A França de Vichy limitou sua resistência às transmissões de rádio que se opunham à violação do armistício de 1940. O governo alemão respondeu que foram os franceses que violaram o armistício primeiro ao não oferecer uma resistência determinada aos desembarques aliados no norte da África. O exército francês de Vichy, de 50.000 homens, assumiu posições defensivas em torno de Toulon, mas quando confrontado com as exigências alemãs de dissolução, o fez, pois não tinha capacidade militar para resistir às forças do Eixo.

## Consequências
Embora tenha se tornado pouco mais que um governo fantoche, o regime de Vichy continuou a exercer autoridade civil nominal sobre toda a França Metropolitana, exceto na Alsácia-Lorena, como vinha fazendo desde 1940. A zona de ocupação italiana foi abolida após a remoção de Mussolini do cargo e o pedido subsequente do governo italiano de um armistício em 1943. A França posteriormente permaneceu sob ocupação exclusivamente alemã até a invasão aliada e a libertação do país em 1944.